# Gyulai városerdő megállóhely
Gyulai Városerdő megállóhely egy Békés vármegyei vasúti megállóhely Gyula településen, a MÁV üzemeltetésében. A névadó városrész közelében, attól délre található, közúti elérését a 4219-es út felől számozatlan, alsóbbrendű önkormányzati utak teszik lehetővé.

## Vasútvonalak
A megállóhelyet az alábbi vasútvonalak érintik:
- Szeged–Kötegyán-vasútvonal

## Kapcsolódó állomások
A megállóhelyhez az alábbi állomások vannak a legközelebb:
- Gyula vasútállomás (Szeged–Kötegyán-vasútvonal)
- József Szanatórium megállóhely (Szeged–Kötegyán-vasútvonal)

## Forgalom
A megállóban csak áprilistól októberig állnak meg a vonatok.
| Járat        | Útvonal | Gyakoriság        |
| ------------ | --- | ----------------- |
| személyvonat | Békéscsaba – Fényes – Bicere – Gyula (– Gyulai városerdő) – József Szanatórium – Sarkadi Cukorgyár – Sarkad – Kötegyán – Méhkerék – Sarkadkeresztúr – Okány – Vésztő                                               | Kb. 2 óránként    |
| személyvonat | Békéscsaba → Fényes → Bicere → Gyula (→ Gyulai városerdő) → József Szanatórium → Sarkadi Cukorgyár → Sarkad → Kötegyán → Méhkerék → Sarkadkeresztúr → Okány → Vésztő → Szeghalom → Körösladány → Dévaványa → Gyoma | Napi 2 Gyoma felé |